# إيالة جلدر
إيالة جلدر (التركية العثمانية: ایالت چلدر)  أو أخالزيك كانت إيالة تابعة للإمبراطورية العثمانية في جنوب غرب القوقاز. تنقسم منطقة ولاية جلدر السابقة الآن بين سامتسخه-جافاخيتي وجمهورية أجاريا المتمتعة بالحكم الذاتي في جورجيا ومقاطعات أرتوين وأرداهان وأرضروم في تركيا. كان المركز الإداري هو جلدير بين عامي 1578 و1628، وأهيسكا بين عامي 1628 و1829، وأولتو [الإنجليزية] بين عامي 1829 و1845.

## الولاة والحكام
- 1579 - 1582: مانوشار الثاني جاكيلي (مصطفى باشا)
- 1582 - 1585: خسرو باشا
- 1585 - حوالي 1596: أحمد باشا
- حوالي 1596 - 1603: خضر باشا
- 1603 - 1614: كركاش أحمد باشا
- 1614 - 1625: مانوشار الثالث جاكيلي (ابن مانوشار الثاني)
- 1625 - 1635: بيكا الثالث جاكلي [الإنجليزية] (سفر باشا، شقيق مانوشار الثاني)
- 1635 - 1647: يوسف باشا جاكيلي [الإنجليزية] (ابن سفر باشا)
- 1647 - 1659: رستم باشا (ابن يوسف باشا)
- 1659 - 1679: أرسلان محمد باشا (ابن يوسف باشا)
- 1679 - 1690: يوسف الثاني (ابن أرسلان)
- 1690 - 1701: سليم باشا (ابن أرسلان)
- 1701 - 1722: إسحاق باشا (ابن يوسف الثاني)
- 1722 - 1725: شيهسوار زاده محمد باشا
- 1725 - 1732: إسحاق باشا (مرة أخرى)
- 1732 - 1744: يوسف الثالث (ابن إسحاق)
- 1744 - 1748: إسحاق باشا (مرة أخرى)
- 1748 - 1759: الحاج أحمد باشا (ابن إسحاق)
- 29 كانون الأول 1759 - 24 كانون الثاني 1761: الوزير إبراهيم باشا
- 25 كانون الثاني 1761 - 9 آذار 1767: حسن باشا (ابن يوسف الثالث)
- 10 آذار 1767 - 27 تشرين الأول 1767: سلحدار إبراهيم بك
- 28 تشرين الأول 1767 - 24 حزيران 1770: الوزير السيد نعمان باشا
- 25 حزيران 1770 - 4 كانون الثاني 1771: الوزير محمد باشا
- 5 كانون الثاني 1771 - 18 كانون الثاني 1790: سليمان باشا (حفيد إسحاق باشا)
- 9 نيسان 1791 - 10 آب 1792: إسحاق الثاني، الذي أشرف على إكمال قصر إسحاق باشا [الإنجليزية] [4] (ابن حسن باشا)
- 11 آب 1792 - 21 تموز 1796: محمد شريف باشا (ابن سليمان باشا)
- 22 تموز 1796 - 13 كانون الثاني 1797: كور يوسف ضياء الدين باشا
- 14 كانون الثاني 1797 – 1801: محمد ثابت باشا (ابن حسن باشا)
- 1801 - 1 تشرين الثاني 1802: محمد شريف باشا (مرة أخرى)
- 1802 - 1809: سليم خيمشياشفيلي (سليم باشا)
- 1810 - 1811: محمد شريف باشا (مرة أخرى)
- 1811 - حزيران 1815: سليم باشا (مرة أخرى)
- 3 سبتمبر 1816 - 25 نيسان 1818: لطف الله باشا
- 26 إبريل 1818 - آذار 1821: بندرلي علي باشا
- آذار 1821 - نيسان 1824: السيد أحمد باشا
- نيسان 1824 - 14 شباط 1825: الحاج صالح باشا
- 15 شباط 1825 – 1829: قادرزاده عثمان باشا

## طالع أيضًا
- جاكيلي [الإنجليزية]
- الأتراك المسخيت